# Transiturus de hoc mundo

Wappen Papst Urbans IV.

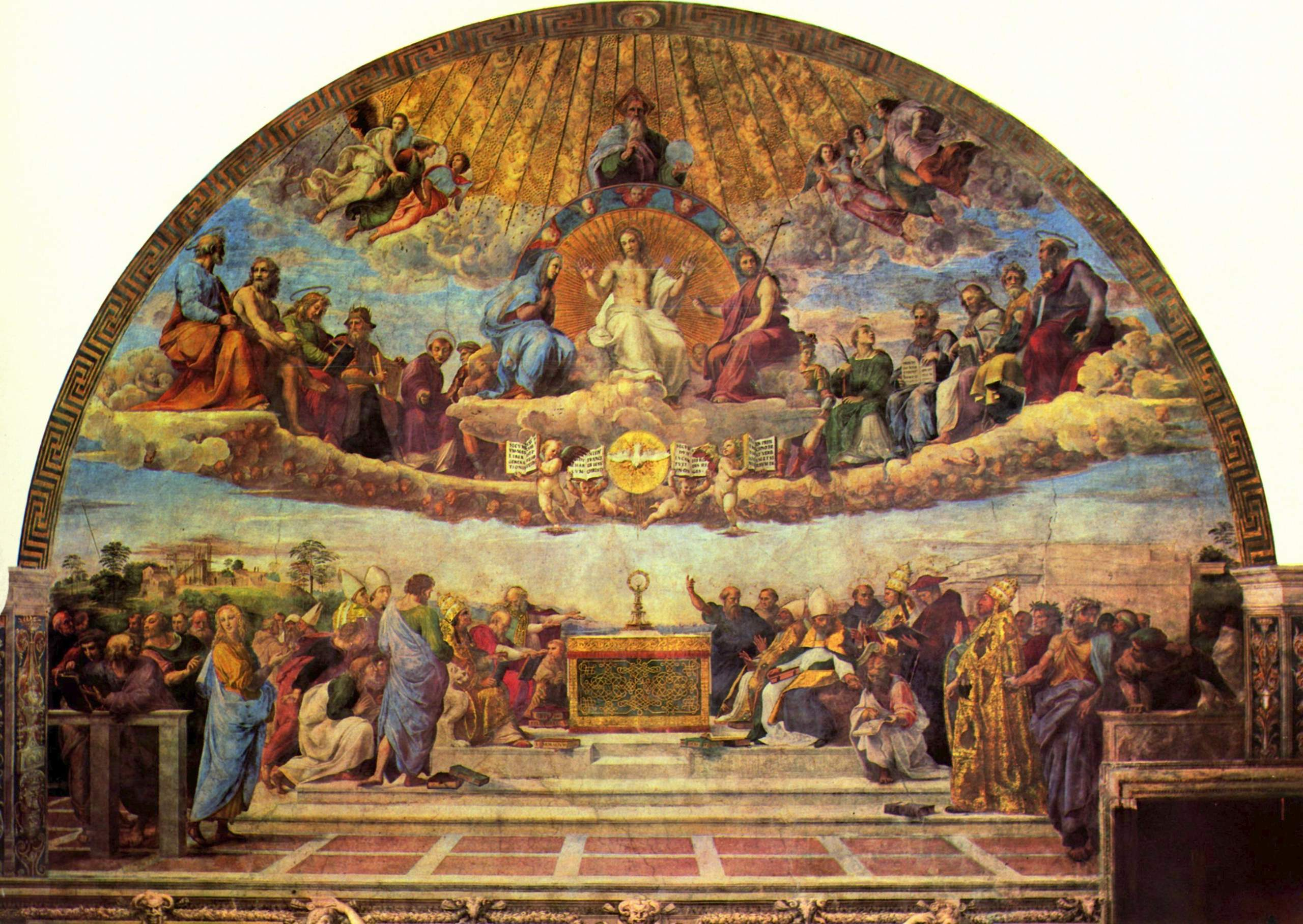
Verherrlichung des allerheiligsten Altarssakraments, Stanzen des Raffael, 1509

Transiturus de hoc mundo („Als er [unser Herr und Heiland Jesus Christus] die Welt verlassen wollte“) ist der Name einer päpstlichen Bulle. Sie wurde am 11. August 1264 von Papst Urban IV. (1261–1264) promulgiert und führte das Fronleichnamsfest in den römischen Generalkalender ein. 
Als wesentlich Beitragender zu dieser Bulle gilt der Kirchenlehrer Thomas von Aquin, der sich hauptsächlich mit den liturgischen Texten des Festes befasste.

## Ursprung
Die Einführung der Sollemnitas Sanctissimi Corporis et Sanguinis Christi („Hochfest des allerheiligsten Leibes und Blutes Christi“) geht auf die Anregung der Augustinerchorfrau Juliana von Lüttich zurück, die in einer Vision Christi das Kirchenjahr als ohne dieses Fest unvollständig gesehen hatte. Endgültig ausgelöst wurde die Einsetzung dieses Festes durch das Blutwunder von Bolsena, das im Jahre 1263 von Urban IV. als echtes Wunder anerkannt wurde. Beim Fronleichnamsfest gedenkt die römisch-katholische Kirche der Einsetzung der Eucharistie durch Jesus Christus beim letzten Abendmahl, die in der Karwoche nicht prunkvoll gefeiert werden kann. Daher beginnt die Bulle mit den Worten:

„Als unser Herr und Heiland Jesus Christus, ehe er die Welt verlassen und zu seinem Vater zurückkehren wollte, am Abend vor seinem Leiden mit seinen Jüngern das Abendmahl genossen hatte, setzte er das allerheiligste, kostbarste Sakrament seines Leibes und Blutes ein, in welchem er uns seinen Leib zur Speise, und sein Blut zum Tranke gab.“

Papst Urban IV. führte das Fronleichnamsfest auch mit der Hoffnung ein, dass es den Gläubigen zur Stärkung im Guten und im wahren Glauben diene.

„Wir haben es daher, um den wahren Glauben zu stärken und zu erhöhen, für recht und billig gehalten, zu verordnen, dass außer dem täglichen Andenken, das die Kirche diesem heiligen Sakrament bezeigt, alle Jahre auf einen gewissen Tag noch ein besonderes Fest, nämlich auf den fünften Wochentag nach der Pfingstoktav, gefeiert werde, an welchem Tag das fromme Volk sich beeifern wird, in großer Menge in unsere Kirchen zu eilen, wo von den Geistlichen und Laien voll heiliger Freude Lobgesänge erschallen … Möge es Gott gefallen, sie zu einem so heiligen Eifer zu entflammen, dass sie durch Ausübung ihrer Frömmigkeit bei demjenigen, welcher sie wieder erkauft hat, am Verdienste zunehmen. Möge dieser Gott, der sich ihnen zur Speise gibt, auch ihr Lohn in der anderen Welt sein.“

## Bulle
Teile der Bulle und der liturgischen Texte zum Fronleichnamsfest gehen auf den hl. Thomas von Aquin zurück. Von ihm stammen verschiedene Hymnen zum Fronleichnamsfest wie auch die Sequenz Lauda Sion Salvatorem.
Die Bulle Urbans IV. stützte sich auch das Schreiben des Apostolischen Legaten Hugo von Saint-Cher an alle zum Heiligen Römischen Reich gehörenden Länder. In diesem Schreiben empfahl Saint-Cher die Einsetzung des Fronleichnamsfestes als Sühne für Nachlässigkeiten bei der Feier der Heiligen Messe.
Die Bulle lässt deutlich die innige Liebe zum allerheiligsten Sakrament des Altars erkennen. Die Einsetzungsformel bildet auch gleichzeitig den Schluss des Dokumentes:

„Daher tun wir euch kund und ermahnen euch im Namen des Herrn und durch diese apostolische Anordnung, wir befehlen euch Kraft des heiligen Gehorsams und schärfen euch ein, alle Jahre am fünften oben benannten Wochentag ein so herrliches Fest in allen Kirchen und Orten eures Bistums feiern zu lassen. Weiter befehlen wir euch, eure Untergebenen durch euch und andere zu ermahnen, sich Sonntags vorher durch eine vollkommene und aufrichtige Beichte, durch Almosen, Gebete und andere gute Werke, welche an diesem Tage des allerheiligsten Sakramentes Gott wohlgefällig sind, sich so vorzubereiten, dass sie dasselbe mit Ehrfurcht genießen, und dadurch eine neue Vermehrung der Gnade erlangen können.
Und da wir die Gläubigen auch durch geistliche Gaben zur Feier und Verehrung dieses Festes aneifern wollen, bewilligen wir jeglichem, der wahrhaftig reumütig beichtend an diesem Tage dem Frühgottesdienst, oder der Messe oder der Vesper beiwohnt, hundert Tage Ablass; jeglichem, der der Prim, Terz, Sext, Non und Komplet beiwohnt, vierzig Tage für jede dieser Stunden.
Überdies erlassen wir allen, welche während der Oktav dem Frühgottesdienst, der Vesper und Messe beiwohnen, gestützt auf die barmherzige Allmacht Gottes und im Vertrauen auf die Autorität der heiligen Apostel Petrus und Paulus, jedesmal hundert Tage an den Bußen, welche ihnen auferlegt sind.“